# Blérancourt
Blérancourt é uma comuna francesa na região administrativa de Altos da França, no departamento de Aisne. Estende-se por uma área de 10,8 km². Em 2010 a comuna tinha 1 354 habitantes (densidade: 125,4 hab./km²).